# Leszek Przyjemski
Leszek (Leonard) Przyjemski (ur. w 1942 r. w Bydgoszczy) – polski artysta sztuki konceptualnej, performer, autor akcji i manifestacji oraz książek artystycznych, uczestnik niezależnego ruchu artystycznego. Najbardziej znany z powołania Nieistniejącej Przytakującej Galerii „Tak” oraz Museum of Hysterics.

## Życiorys
Ukończył Liceum Plastyczne w Bydgoszczy. Studiował na Uniwersytecie Mikołaja Kopernika w Toruniu i na Państwowej Wyższej Szkole Sztuk Plastycznych w Gdańsku. Obronił dyplom w 1968 r. w pracowni prof. Krystyny Łady-Studnickiej. Od początku lat 70. do lat 80. XX w. cenzura likwidowała i zacierała ślady jego działalności w różnych instytucjach w kraju. Radykalna postawa artysty nie mogła swobodnie funkcjonować w ówczesnej rzeczywistości. Nad decyzją o wyjeździe Przyjemskiego z Polski przeważyło ocenzurowanie jego wystawy przez kolegę Anastazego Wiśniewskiego, który w międzyczasie z artystycznego kontestatora stał się urzędnikiem państwowym. W sierpniu 1981 r. wyleciał z Warszawy do Amsterdamu.

## Twórczość
Przyjemski powołał do życia wiele „antyinstytucji”, które wyróżnia paradoksalny fakt nieistnienia. Wszystkie były efektem PRL-owskiej rzeczywistości, która ukształtowała specyficznie abstrakcyjny sposób myślenia ich twórcy. Stanowiły kontestację trwającego systemu. Charakter tych instytucji był bezpośrednio zakorzeniony w PRL-owskiej sferze biurokracji, którą artysta przerabiał na artefakty w postaci pieczątek, plakatów czy innych pseudo-urzędowych pism. Jako artysta konceptualny Przyjemski niejednokrotnie poprzestawał na samej idei lub haśle czy cytacie jako ostatecznej formie dzieła. Wszystkie te prace w ironiczny sposób odnosiły się do zastanej rzeczywistości. Takich zdań, haseł, bon motów powstało bardzo wiele. Były to m.in. „Trzeba być bezwzględnym towarzyszu” (także tytuł wystawy), bądź „Przeniknąłem bezszmerowo”. Ich formą prezentacji były np. pieczątki, co nadawało im urzędowy charakter. Pod koniec lat 80. doszły do tego tablice metalowe z nazwami instytucji takich jak „Hotel Polonia” czy „Szpital im. Leszka Przyjemskiego” Artysta tworzył również przestrzenne obiekty w kształcie mapy Polski i hasłami nawiązującymi do sytuacji politycznej. 

### Rozmowy indywidualne(1972)
Działanie zostało przeprowadzone wraz z Anastazym Wiśniewskim. Akcja miała miejsce w Galerii Repassage w Warszawie. Artyści zainscenizowali fikcyjny pokoik partyjny do przeprowadzenia rozmów, dekorując go biało-czerwonym płótnem. Następnie zapraszali ochotników do poddania się symulacji wstępowania do partii, po czym zadawali im bezsensowne, absurdalne pytania. Pod koniec rozmowy zawsze rozlegała się Międzynarodówka. Akcja ta ujawniła bardzo ważną cechę twórczości Przyjemskiego, a mianowicie ostentacyjne wykorzystywanie dekoracji okolicznościowych, z motywem flagi oraz paproci.

### Nieistniejąca Przytakująca Galeria „Tak”(1970-1975)
W 1970 r. Przyjemski wraz z Anastazym Wiśniewskim zarejestrował w bydgoskiej cenzurze druk – program Nieistniejącej Przytakującej Galerii „Tak”. 
Galeria Tak zaistniała najpierw jako afisz typograficzny z programem galerii. Zanim powstał właściwy afisz, Przyjemski spotkał kolegę z dzieciństwa, Anastazego Wiśniewskiego, który planował założenie Galerii „Nie”. Przyjemski zaproponował inną strategię – potakiwania, a nie zaprzeczania. Postawa „na Nie” jednoznacznie ustawiała artystów poza systemem jako kontestatorów. Natomiast postawa „na Tak” - dawała możliwości podjęcia krytycznej gry z systemem. Ponieważ w ówczesnych realiach trzeba było pytać instytucje państwowe o zgodę na wszystko, to galeria działała jak jedna z takich instytucji – dawała przyzwolenie, mówiła wszystkiemu „Tak”. Było to swoiste détournement - strategia skierowania instytucji systemu przeciw niemu samemu. Manifestacja taka była sposobem radzenia sobie artystów z opresją systemu i życiem w ówczesnej Polsce. Galeria Tak stała się szyldem, pod którym powstawały inne jego projekty. Powoływanie quasi-instytucji będących tylko słowem - nazwą, stało się formą konceptualną często wykorzystywaną przez Przyjemskiego i stosowaną po dziś dzień.
Na druku programowym z 1970 r. zostały umieszczone hasła takie m.in. jak: „Przytakujemy sobie sami”, „Nieistniejąca przecinek galeria przytakująca”, „Galeria <> przytakuje wszystkim poczynaniom artystycznym”, (…), „Galeria <> prosi o zgłaszanie Wszelkich poczynań artystycznych”, „Przecinek w celu przytaknięcia przecinek”. Zasięg druku obejmował Bydgoszcz, Warszawę, Wrocław i Poznań.

### Museum of Hysterics(od 1968 r. do dziś)
W 1975 r. przy okazji akcji w Brzeźnie Przyjemski ujawnił Museum of Hysterics (1968-1975) opatrzone złotą oprawą pt. „Zwariowałem”. Pod jej auspicjami powstały obrazy o charakterystycznej dla tego twórcy szablonowo traktowanej ikonografii. Na jednym z nich, Muzeum? (1978), ukazana została gablota, w której zamknięto zminiaturyzowane, szablonowe postaci, trzymające transparenty głoszące propagandowe hasła w stylu: „Wszystkie racje są po naszej stronie”, „Dla ludzi przez ludzi”, „Idzie o to, aby jutro powstawało dziś”. Gablota opatrzona została napisem: „Gablota nr 423. Model człowieka, w którego zainwestowano”.
Instytucja ta w swoich założeniach nie potrzebuje gmachu ani ścian. Muzeum nie gromadzi zbiorów jak inne muzea, lecz anektuje miejsca i sytuacje.. W jego ramach występowali m.in. Krystyna Sokołowska, Ryszard Milczewski-Bruno, Andrzej Partum, Zofia Kulik, Przemysław Kwiek.
Projekt Museum of Hysterics jest wciąż kontynuowany w czasie licznych wizyt Przyjemskiego w Polsce po 1989 roku. W 1995 roku na fasadzie Zamku Ujazdowskiego pojawił się duży transparent z napisem „Museum of Hysterics 1968 - 1995”, dokonujący aneksji instytucji Centrum Sztuki Współczesnej przy okazji prezentowanej wewnątrz wystawy Przyjemskiego. W 1999 r. w Galerii Bielskiej w Bielsku-Białej przekazał narodowi polskiemu cały dorobek ideowy i emocjonalny powołanego przez siebie Museum of Hysterics 1968-1999. W nowej wersji Museum of Hysterics pojawiają się flagi niemieckie oraz Unii Europejskiej. Są to nie tylko biograficzne markery obecności artysty poza krajem, ale wskazują również na jego funkcjonowanie w kolejnym opresyjnym systemie, gdzie sztuka podlega bezwzględnym prawom rynku i komercjalizacji.

### Sy-F(2013)
Przyjemski wydał książkę artystyczną Sy-F, której oprawą graficzną zajęła się agencja „bękarty” z Poznania. SY-F to wzór chemiczny skażenia mentalnego, samoistny znak graficzny manifestujący kondycję jednoosobowej instytucji również w nowym określającym jej byt systemie kapitalistycznym.

### Inne działania, inicjatywy i cytaty
- W Bydgoszczy 12 czerwca 1968 roku koło Wyspy Spichrzów Przyjemski wyrzucił z Mostu Gdańskiego do wody kukłę w garniturze. Przedtem w obecności kolegi włożył do kieszeni tego garnituru otrzymany w maju dyplom ukończenia studiów artystycznych[5].

- W latach 1970–1974 występował w roli Mistyfikatora Powiatowego w ramach swojej galerii m.in. w: Poznaniu, Warszawie, Gdańsku, Bydgoszczy. Swoje działania podpisywał taką właśnie pieczątką. Założył Instytut Badań Obojętnych oraz Punkt Konsultacyjny Artystycznych Służb Specjalnych przy Nieistniejącej Przytakującej Galerii „Tak”. Występował przeważnie na tle – jak sam określa – „krajobrazów z osiągnięciami”[5].

- W 1971 r. w Galerii El w Elblągu odbył się Zjazd Marzycieli, podczas którego Przyjemski rozlepiał na murach swoją pracę Mój ulubiony krajobraz. Taki tekst czarnymi grubymi czcionkami został wydrukowany na kartkach A4 na granicy bieli i czerwieni polskiej flagi narodowej[5].

- W marcu 1975 r. Przyjemski zorganizował w Brzeźnie Międzynarodowe Spotkania Galerii Nieistniejących. Nie było to jednak rzeczywiste spotkanie, ale sama nazwa, będąca rodzajem projektu konceptualnego. W spotkaniu uczestniczyła tylko jego galeria. Przyjemski wykonał wtedy performance polegający na rozciąganiu wzdłuż plaży długiego czerwonego pasa płótna[5].

- W 1979 r. przeprowadził akcję Rezygnacja z kariery w socjalizmie[1].

- Od 1980 roku Przyjemski współpracował z Johanem van Guelwe, który prowadzi w Wargen The Museum of Museums[4].

- W 1988 r. wydał książkę artystyczną Przeniknąłem bezszmerowo[1].

- W 1981 r. założył Die Gaskammer Der Kunst w Düsseldorfie. Powstałe w tym okresie obrazy z cyklu Polskie Orły, Stan wojenny (1983-84) wydają się nawiązywać do rzezi niewiniątek ze średniowiecznych miniatur[4].

- Inne cytaty i hasła:
  - „Oświadczam, że moje widzenie rzeczywistości jest arcydziełem.”[4]
  - „Zawiadamiam, że zapomniałem, co chciałbym powiedzieć, napisać, namalować itp.”[4]
  - „... ostatni obraz zatarł mi się w pamięci w grudniu 1970 r.”[7]

## Wybrane wystawy indywidualne
- 2000 – Czysta sytuacja, Galeria ON, Poznań
- 2008 – Museum of Histerics, 1968-2008, Galeria Art New Media, Warszawa[5]
- 2012 – Nieistniejąca przytakująca galeria „TAK” 1970-1974, Galeria Miejska Arsenał, Poznań[9]

## Wybrane wystawy zbiorowe
- 1970 – V Festiwal Polskiego Malarstwa Współczesnego, Szczecin
- 1971 – Mój ulubiony krajobraz, IV Biennale Form Przestrzennych, Elbląg
- 1971 – Partia proponuje, Elbląg
- 1972 – Pomyśl komunizm, Galeria „Sigma”, Warszawa
- 1994 – OIKOS, Bydgoszcz
- 1995 – Sztuka na Pomorzu po roku 1945, Zamek Książąt Pomorskich, Szczecin

## Wystawy skonfiskowane przez cenzurę i prace usunięte z ekspozycji
- 1972 – Pęknięta Międzynarodówka, BWA, Sopot
- 1973 – Wystawa Marginesu Pamięci, Gdańsk
- 1975 – Ludzie z pierwszej linii, Elbląg
- 1976 – Wystawa środowiska gdańskiego, Zachęta, Warszawa
- 1979 – Trzeba być bezwzględnym towarzyszu, KMPiK, Koszalin[5]
- 1979 – Dom Polski, Zakrzewo